# Duhová madonna

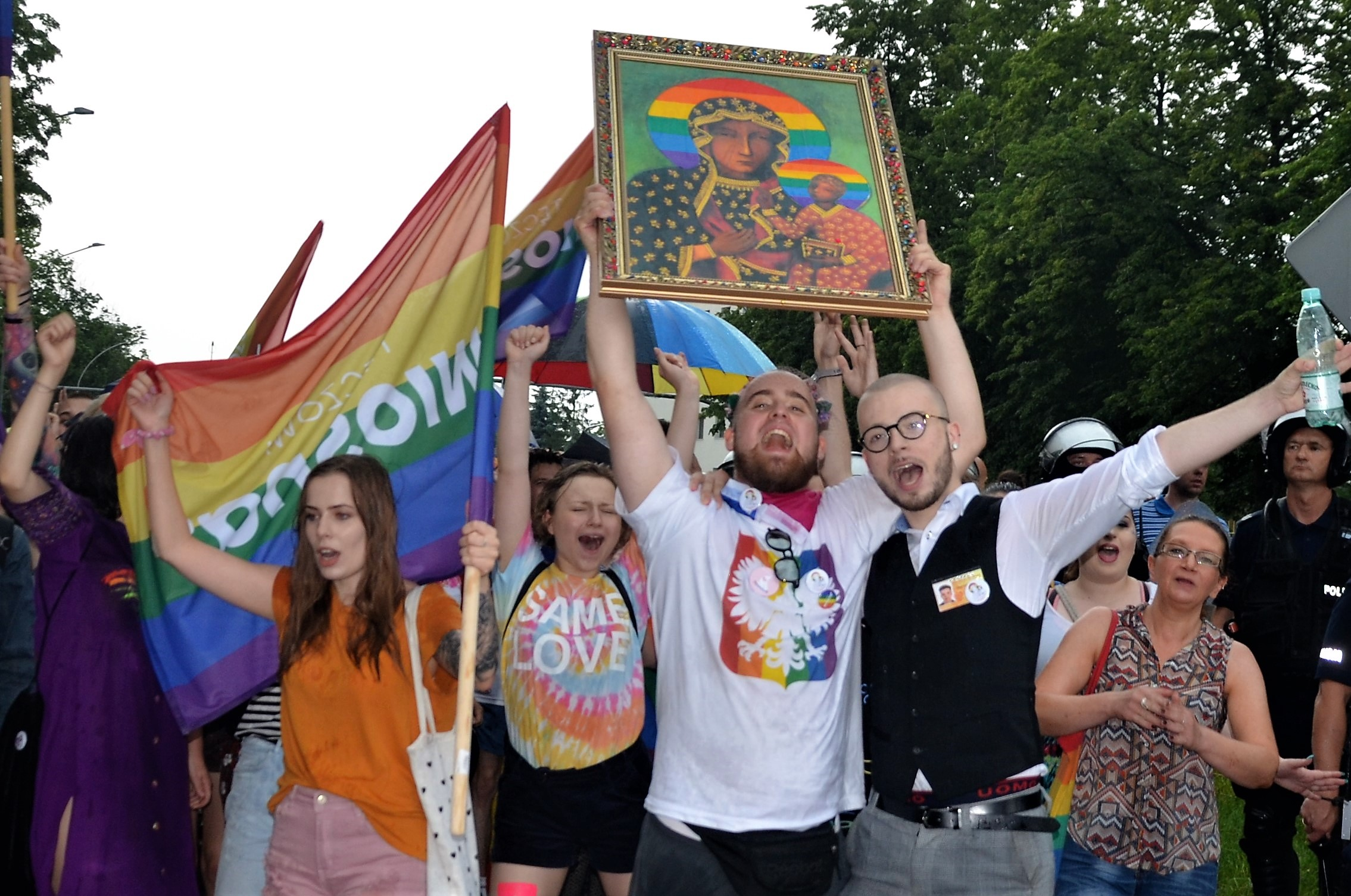
Duhová madonna nesená během Březnu rovnosti roku 2019 v Čenstochové.

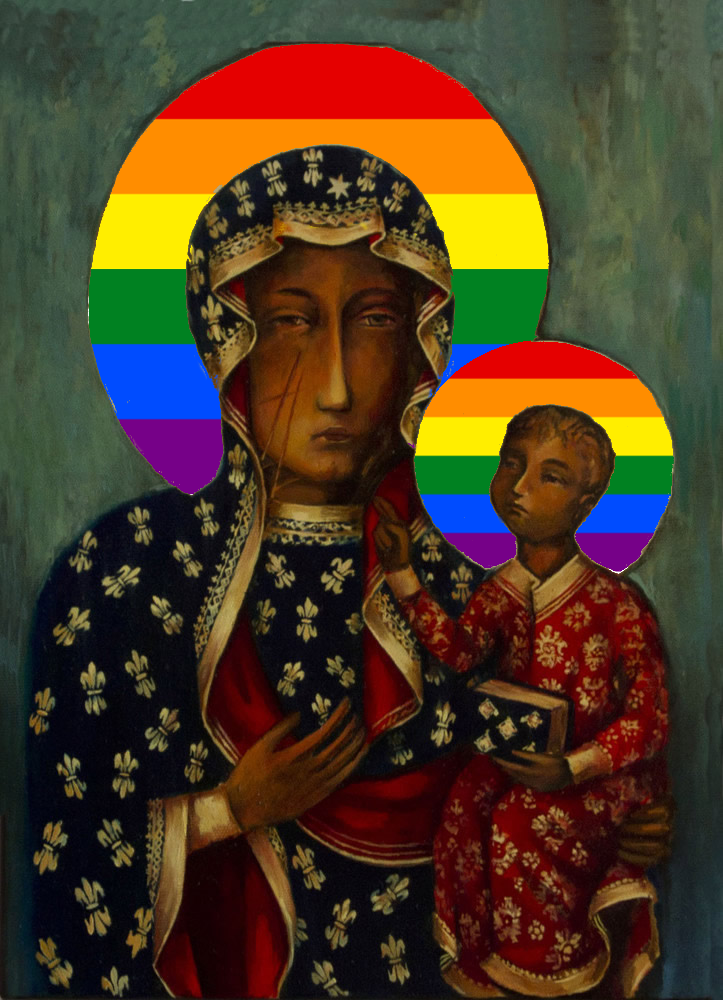
Černá madona čenstochovská se svatozářemi Panny Marie i Ježíška v barvách duhové vlajky.

Duhová madonna, či, nezůstaneme-li u zbytků polštiny v názvu, česky spíše duhová madona, je adaptací obrazu černé madony čenstochovské se svatozářemi Panny Marie i Ježíška v duhových barvách, zde odkazujících zvláště ku hnutí LGBT+ osob. Tato úprava obrazu Panny Marie s Ježíškem vyvolala spory nejen v Polsku s významným vlivem římskokatolické zbožnosti mezi obyvatelstvem.
Koncem dubna 2019 se v Płocku nedaleko Varšavy objevily na odpadkových koších a mobilních toaletách v okolí kostela plakáty zobrazující černou madonu čenstochovskou, kde svatozář Panny Marie a svatozář jejího Syna zbarvovaly duhové pruhy, mimo jiné symbol hnutí za práva sexuálních menšin. Část polské katolické církve se proti tomu ohradila a policie z vyvěšení podezřívala jednapadesátiletou psychoterapeutku a protirežimní aktivistku Elżbietu Podleśnou, která pořádala demonstrace za práva sexuálních menšin. Ráno 6. května téhož roku provedla razii v jejím bytě, zadržela ji, zabavila jí mobilní telefon, počítače a další zařízení, na policejním velitelství ji pak téměř pět hodin vyslýchala. Podleśna se však k vylepování plakátů ani k údajné urážce náboženského cítění nepřiznala. Proti přísnému postupu se ohradila organizace Amnesty International. Kandidátka do Evropského parlamentu Marta Lempartová se aktivistky zastala a přislíbila vytištění nejméně deseti tisíc plakátů během čtyřiadvaceti hodin. Policejní akci veřejně podpořil ministr vnitra Joachim Brudziński ze strany Právo a spravedlnost.
K podpoře napravení vztahu části církví a politiků vůči LGBT+ osobám u severního souseda od roku 2019 hojně tuto madonu užívá nejen na odznacích v podobě, tak řečené placky, k přišpendlení na oblečení, na internetu i při bohoslužbách i Logos Česká republika, z. s.
Samotné použití duhy ve svatozáři se objevuje kupříkladu již v hostivařském římskokatolickém farním kostele Stětí sv. Jana Křtitele na nástěnné malbě z konce XIII. století, ovšem v poněkud odlišných významových souvislostech.